# Stazione Pieter J. Lenie
La stazione Pieter J. Lenie (in inglese Pieter J. Lenie Field Station) è una base antartica estiva statunitense ubicata nella Copacabana Beach, Admiralty Bay (Isola di re Giorgio).
Localizzata ad una longitudine di 62°10' sud e ad una latitudine di 58°28' ovest, la base opera dal 1985.

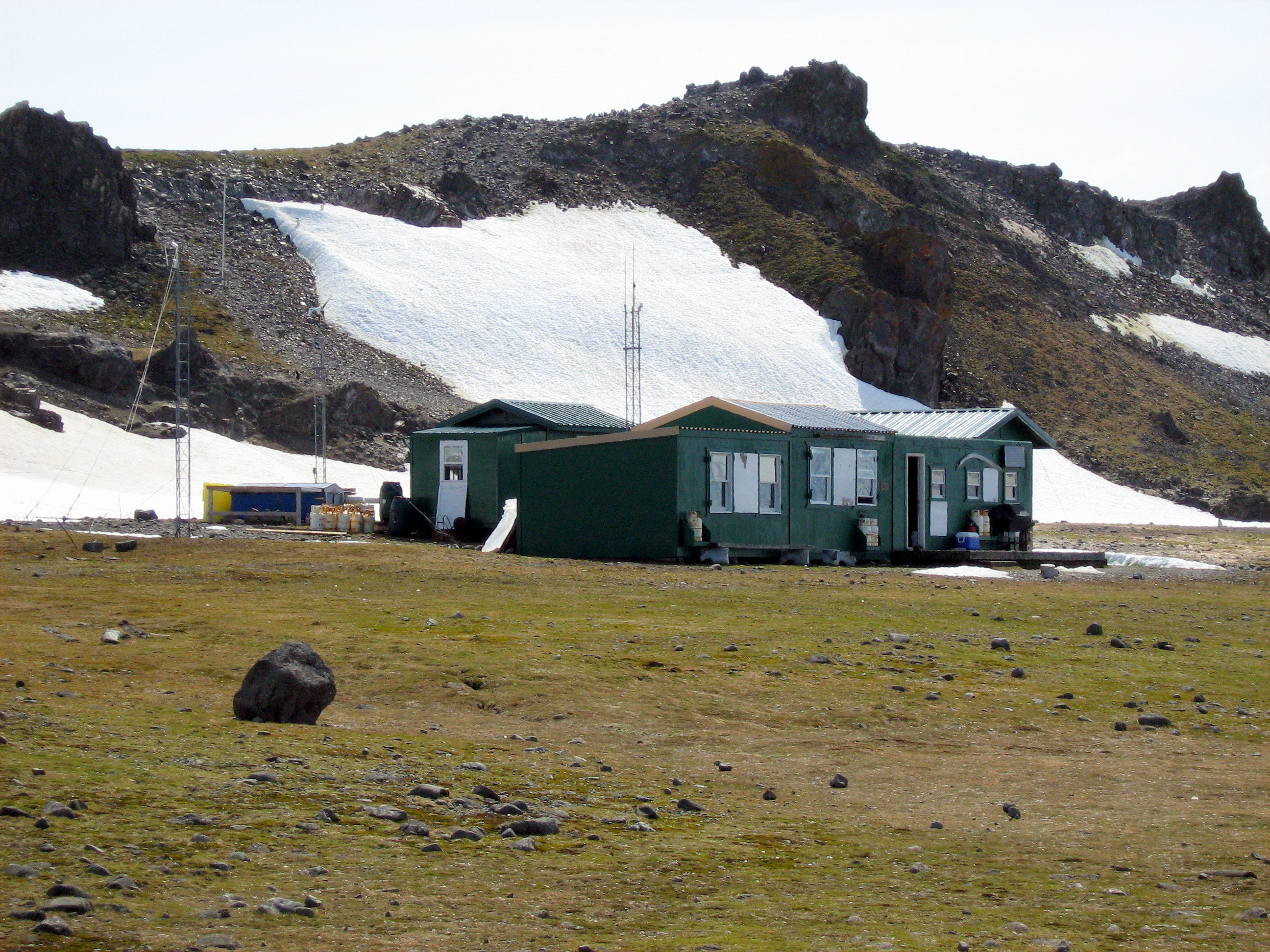
Una foto della base.